# 刘家碾站
刘家碾站为成都地铁10号线的车站，位于中国四川省成都市新津区黄鹤大道与兴园11路路口，于2019年12月27日启用。

## 车站结构

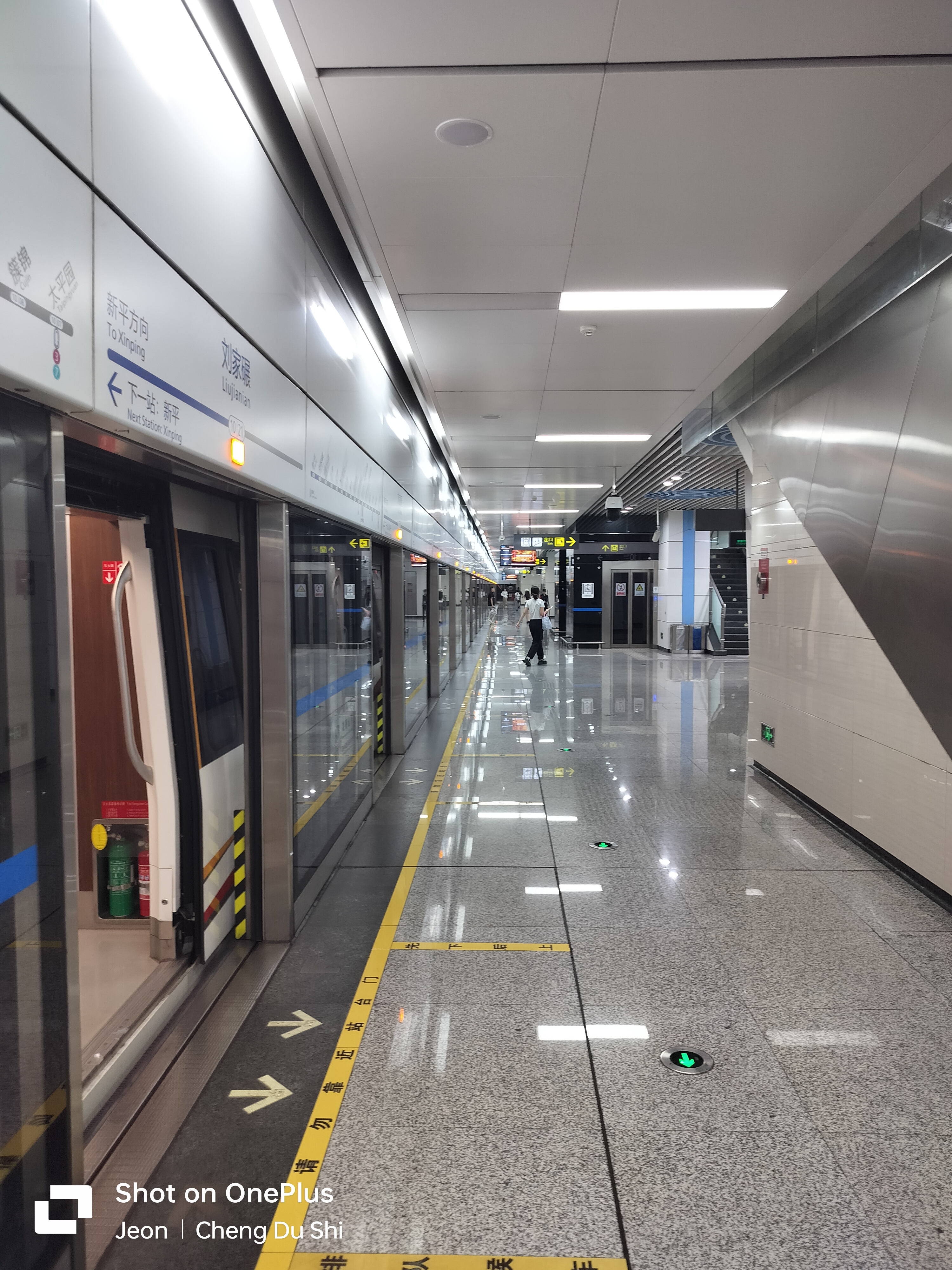
站台

本站为地下岛式站台车站。
| 地面              | ·    | 出口A–C                                                                                               |
| 地下一层          | 站厅 | 自助购票 客服中心                                                                                     |
| 地下二层          | 站台 | \| \| \| 10号线往太平园（儒林路） \| \| 島式 · 開左邊车门 \| \| \| \| \| \| 10号线往新平（终点站） \| |
|                   |      | 10号线往太平园（儒林路）                                                                              |
| 島式 · 開左邊车门 |      | |
|                   |      | 10号线往新平（终点站）                                                                                |

- 站台

## 出入口
本站目前开放4个出入口。
|              |                         |                      |      |
| 编号         | 设施                    | 指示                 | 照片 |
|              | 无障碍电梯 无障碍卫生间 | 黄鹤大道             |      |
| 出口 · B     |                         | 兴园十一路、黄鹤大道 |      |
| 出口 · C · 1 | 无障碍电梯              | 黄鹤大道、白鹤林路   |      |
| 出口 · C · 2 | 无障碍电梯              | 黄鹤大道             |      |

## 公交换乘
- 地铁刘家碾站：G5、G5B